# Courcelles-Sapicourt
Courcelles-Sapicourt é uma comuna francesa na região administrativa do Grande Leste, no departamento de Marne. Estende-se por uma área de 3.86 km², e possui 386 habitantes, segundo o censo de 2018, com uma densidade de 100 hab/km².